# Стоморска
Стоморска је насељено место у саставу општине Шолта, на острву Шолти, Сплитско-далматинска жупанија, Република Хрватска.

## Историја
До територијалне реорганизације у Хрватској налазила се у саставу старе општине Сплит.

## Становништво
На попису становништва 2011. године, Стоморска је имала 245 становника.
| Број становника по пописима | Број становника по пописима | Број становника по пописима | Број становника по пописима | Број становника по пописима | Број становника по пописима | Број становника по пописима | Број становника по пописима | Број становника по пописима | Број становника по пописима | Број становника по пописима | Број становника по пописима | Број становника по пописима | Број становника по пописима | Број становника по пописима | Број становника по пописима |
| --------------------------- | --------------------------- | --------------------------- | --------------------------- | --------------------------- | --------------------------- | --------------------------- | --------------------------- | --------------------------- | --------------------------- | --------------------------- | --------------------------- | --------------------------- | --------------------------- | --------------------------- | --------------------------- |
| 1857                        | 1869                        | 1880                        | 1890                        | 1900                        | 1910                        | 1921                        | 1931                        | 1948                        | 1953                        | 1961                        | 1971                        | 1981                        | 1991                        | 2001                        | 2011                        |
| 112                         | 0                           | 165                         | 199                         | 294                         | 295                         | 213                         | 312                         | 312                         | 286                         | 303                         | 206                         | 101                         | 117                         | 199                         | 245                         |

Напомена: У 1869. подаци су садржани у насељу Горње Село.

### Попис1991.
На попису становништва 1991. године, насељено место Стоморска је имало 117 становника, следећег националног састава:
| Попис 1991.‍  | Попис 1991.‍  | Попис 1991.‍ | Попис 1991.‍ | Попис 1991.‍ |
| ------------ | ------------ | ----------- | ----------- | ----------- |
|              |              |             |             |             |
| Хрвати       | Хрвати       |             | 106         | 90,59%      |
| Југословени  | Југословени  |             | 6           | 5,12%       |
| Муслимани    | Муслимани    |             | 2           | 1,70%       |
| Срби         | Срби         |             | 1           | 0,85%       |
| регион. опр. | регион. опр. |             | 1           | 0,85%       |
| непознато    | непознато    |             | 1           | 0,85%       |
| укупно: 117  |              |             |             |             |